# Ágnel Flores
Ágnel José Flores Hernández (El Callao, 29 maggio 1989) è un calciatore venezuelano, centrocampista svincolato.